# 宝可梦 绿铀
《宝可梦 绿铀》是一款宝可梦系列爱好者游戏 。此游戏使用RPG Maker XP配套Pokémon Essentials制作，于2016年8月发布正式版，共历时九年开发。游戏包含了一个全新的地区及超过150种爱好者创作的全新宝可梦 。与官方游戏相似，绿铀支持包括网络交换、网络对战等通信方式。在正式版发布的同一个月，游戏下载量超过150万后，因收到多封来自美国任天堂代表律师的DMCA移除通知，为“尊重任天堂的意愿”，游戏开发者将游戏官网的下载链接移除。次月，游戏开发者声明他们已正式停止了此游戏的开发，并关停了相关网站及服务器。此后，此游戏社区的部分成员搭建了新的网站，接手了游戏的后续开发工作，通过补丁的形式为游戏修复bug，添加新内容。

## 游戏玩法
玩家在故事中扮演一名年轻的英雄，遨游天舵地区，在旅途中遇到超过190种不同的宝可梦，收集8枚道馆徽章，最终击败宝可梦联盟，成为冠军。
此游戏还实现了部分官方游戏中存在的通信机制，如全球貿易中心、奇迹交换以及多人对战。
与官方游戏不同，游戏允许玩家拥有多个存档，但每个存档只有唯一一个槽位。通关之后，玩家还可以使用自定规则（如Nuzlocke挑战、随机化等）重新开始游戏。

## 剧情梗概
主角与从小认识的劲敌锡迩从斑竹博士之处得到了自己的宝可梦，开始了冒险。在主角童年时，主角的母亲露希尔在一场核电站爆炸事故中失踪。父亲铠零将主角寄养在伯母家，自己则投身于工作以逃避悲伤。随着剧情的发展，奇怪的事情接连发生，真相扑朔迷离。同时，大量受到严重辐射的异常宝可梦接连在各处出现，随时准备毁灭一切。

## 评价
此游戏曾经提名于TGA 2016的最佳粉丝创作分类，但与银河战士爱好者游戏AM2R一同被悄悄除名。Gamasutra的编辑Alissa McAloon猜测此事与任天堂对未授权使用其知识产权行为的态度有关。